# 産経電子版
産経電子版（さんけい でんしばん）は、産業経済新聞社発行の日刊新聞である産経新聞、サンケイスポーツ、夕刊フジ(2025年休刊)を紙面レイアウトが再現された状態で、パソコンやスマートフォン、タブレット上にて閲覧できるサービス。
バックナンバーは過去3か月分（90日間分）を掲載している。産経電子版のプレミアムとして、北海道向け特設ページをはじめすべての地域版、論説委員・編集委員らベテラン記者・エース記者によるコラム、動画やパノラマ写真などを掲載している。

## 利用法
産経新聞の契約を行うと、東京本社製作の産経新聞朝刊、大阪本社製作の産経新聞夕刊と地方面、号外が閲覧できる。同様にサンケイスポーツを購読すると、東西両方のサンケイスポーツが閲覧できる。1つの契約で、パソコン閲覧だけでなく、スマートフォンやタブレット（iPhone/iPadおよびAndroidアプリ）でも読めるマルチデバイス版のサービスである。
なお、九州島内（沖縄県除く）と山口県に限り、他地域では行われていない紙版と産経電子版のセット販売が行われていたが、2023年8月の月極購読料値上げ（3400円から3900円）に伴い、このセット売りは廃止された（電子版内における産経新聞本紙とサンスポ、または夕刊フジとのセット購読については引き続きセット割引利用可能）。これらの地域では紙版は産経新聞（九州・山口特別版）のみの設定のため、サンスポと夕刊フジは電子版でしか読めない代わりに、大阪から新幹線で輸送され発売個所も限られる駅売りと違って遅れなく配信される。
なお、中央競馬専門媒体の競馬エイト・週刊Gallopの電子版については、別サイト『サンスポZBAT!』（さんすぽずばっと!）で販売されている。サンスポ電子版を購読した場合、サンスポ紙面上の中央競馬関連記事は閲覧できるが、エイト・Gallopの競馬関連記事は別途契約をしないと閲覧できない。

## 沿革
産経新聞は系列テレビ局であるフジテレビジョンの電波の隙間を利用し、専用の端末で受信した産経新聞の記事を閲覧できるデータ放送サービスの「E-NEWS」というサービスを1996年に提供したが、受信端末が4万円、さらに購読（受信）料として3か月前納で4050円を払う必要があり、読者が定着しなかったことから、わずか2年でサービスを終了させてしまった。
2001年に日本初のサービス「NEWSVUE（ニュースビュウ）」としてスタート。月額約2000円という価格のために利用者数が低迷し、2005年3月、いったんサービスを休止させたが、2005年10月からは動画も組み込み、名称を「産経NetView（ネットビュー）」に変更。その後、スマートフォンアプリ向け専用サービスもスタートさせた。
2016年（平成28年）12月1日付で、スマートフォン、タブレット端末向けサービスを統合して、『産経電子版』に名称変更した。なお、従来のiOS向けアプリは『産経新聞HD』、Android向けアプリは『産経新聞forAndroid』『夕刊フジforAndroid』の名前で引き続き提供されているが、産経電子版アプリ以外から購読した場合、パソコンでの閲覧は出来ない。他にも課金手段がiTunes Store（Appleギフトカード含む）またはGoogle Playに限られる、閲覧できる紙面が東京本社最終版のみ、画質が産経電子版アプリと比べて劣るなどの違いがある。